# Taça Continental da WSE
Iniciada em 1980 com o nome Supertaça Europeia, a competição era disputada entre os campeões da Liga Europeia de Hóquei em Patins e da Taça das Taças de Hóquei em Patins. 
No ano de 1996, foi extinta a Taça das Taças de Hóquei em Patins e passa a ser disputada pelo campeão da Taça CERS, alterando a sua designação para Taça Continental.
Em 2017 dá-se nova alteração com adopção do formato final-four, participando os vencedores e finalistas vencidos da Liga dos Campeões da WSE e Taça WSE da época anterior, formato- que se mantém em curso tendo constituído excepção a edição de 2021.
Em 2022, o nome da competição foi alterado para Taça Continental da WSE. 
Esta competição é organizada pela World Skate Europe – Rink Hockey.

## Histórico
Fonte
| Ano                                             | Vencedor         | Vencido           | Resultado          |
| ----------------------------------------------- | ---------------- | ----------------- | ------------------ |
| 1980                                            | FC Barcelona     | AFP Giovinazzo    | 9–4                |
| 1981                                            | FC Barcelona     | Sporting CP       | 6–2 / 12–1         |
| 1982                                            | FC Barcelona     | FC Porto          | 3–2 / 7–1          |
| 1983                                            | FC Barcelona     | FC Porto          | 3–4 / 11–5         |
| 1984                                            | FC Barcelona     | Reus Deportiu     | 2–1 / 10–1         |
| 1985                                            | FC Barcelona     | Sporting CP       | 9–0 / 5–3          |
| 1986                                            | FC Porto         | AD Sanjoanense    | 9–3 / 3–4          |
| 1987                                            | HC Liceo Corunha | FC Barcelona      | 4–1 / 1–4p         |
| 1988                                            | HC Liceo Corunha | CE Noia           | 9–4 / 2–4          |
| 1989                                            | CE Noia          | Roller Monza      | 2–3 / 7–3          |
| 1990                                            | HC Liceo Corunha | FC Porto          | 6–4 / 3–2          |
| 1991                                            | OC Barcelos      | Sporting CP       | 11–2 / 5–3         |
| 1992                                            | HC Liceo Corunha | Roller Monza      | 9–6 / 6–4          |
| 1993                                            | Igualada HC      | OC Barcelos       | 4–1 / 3–3          |
| 1994                                            | Igualada HC      | Amatori Lodi      | 1–1 / 5–0          |
| 1995                                            | Igualada HC      | Roller Monza      | 4–2 / 1–2          |
| 1996                                            | Não se jogou.    | Não se jogou.     | Não se jogou.      |
| 1997                                            | FC Barcelona     | UD Oliveirense    | 6–1 / 8–1          |
| 1998                                            | Igualada HC      | CE Noia           | 2–4 / 4–1          |
| 1999                                            | Igualada HC      | HC Liceo Corunha  | 7–3 / 1–4          |
| 2000                                            | FC Barcelona     | CD Paço de Arcos  | 2–1 / 7–1          |
| 2001                                            | FC Barcelona     | Pati Vic          | 6–6 / 12–3         |
| 2002                                            | FC Barcelona     | CP Voltregà       | 4–4 / 8–1          |
| 2003                                            | HC Liceo Corunha | Reus Deportiu     | 2–1 / 3–1          |
| 2004                                            | FC Barcelona     | Reus Deportiu     | 1–1 / 6–2          |
| 2005                                            | FC Barcelona     | Follonica Hockey  | 4–0 / 4–7          |
| 2006                                            | FC Barcelona     | Follonica Hockey  | 7–1 / 0–2          |
| 2007                                            | FC Barcelona     | CP Vilanova       | 5–0                |
| 2008                                            | FC Barcelona     | CP Tenerife       | 3–1                |
| 2009                                            | Reus Deportiu    | CH Mataró         | 4–1                |
| 2010                                            | FC Barcelona     | HC Liceo Corunha  | 7–2                |
| 2011                                            | SL Benfica       | HC Liceo Corunha  | 10–0 (*)           |
| 2012                                            | HC Liceo Corunha | Bassano Hockey 54 | 5–1 / 2–6 (2–1 GP) |
| 2013                                            | SL Benfica       | Vendrell          | 5–3 / 5–0          |
| 2014                                            | CE Noia          | FC Barcelona      | 0–0 / 3–3 (3–2 GP) |
| 2015                                            | FC Barcelona     | Sporting CP       | 0–2 / 5–1          |
| 2016                                            | SL Benfica       | OC Barcelos       | 4–5 / 9–2          |
| 2017                                            | UD Oliveirense   | Reus Deportiu     | 7–4                |
| 2018                                            | FC Barcelona     | FC Porto          | 3–3 (3–2 GP)       |
| 2019                                            | Sporting CP      | FC Porto          | 3-2                |
| Edição cancelada devido à Pandemia de COVID-19. |                  |                   |                    |
| 2021                                            | Sporting CP      | CE Lleida         | 3-1                |
| 2022                                            | AD Valongo       | GSH Trissino      | 2-1                |
| 2023                                            | FC Porto         | CP Voltegrà       | 5-3                |

(*) - HC Liceo Coruña punido com derrota por 10-0 devido a falta de comparência.

## Performances

### Por Equipas
| Equipa              | V  | D | Vitórias (anos)                                                                                            | Derrotas (anos)              |
| ------------------- | -- | - | --- | ---------------------------- |
| FC Barcelona        | 18 | 2 | 1980, 1981, 1982, 1983, 1984, 1985, 1997, 2000, 2001, 2002, 2004, 2005, 2006, 2007, 2008, 2010, 2015, 2018 | 1987, 2014                   |
| HC Liceo Corunha    | 6  | 3 | 1987, 1988, 1990, 1992, 2003, 2012                                                                         | 1999, 2010, 2011             |
| Igualada HC         | 5  | 0 | 1993, 1994, 1995, 1998, 1999                                                                               | –                            |
| SL Benfica          | 3  | 0 | 2011, 2013, 2016                                                                                           | –                            |
| Sporting CP         | 2  | 4 | 2019, 2021                                                                                                 | 1981, 1985, 1991, 2015       |
| CE Noia             | 2  | 2 | 1989, 2014                                                                                                 | 1988, 1998                   |
| Reus Deportiu       | 1  | 4 | 2009 | 1984, 2003, 2004, 2017       |
| FC Porto            | 2  | 5 | 1986, 2023                                                                                                 | 1982, 1983, 1990, 2018, 2019 |
| OC Barcelos         | 1  | 2 | 1991 | 1993, 2016                   |
| UD Oliveirense      | 1  | 1 | 2017 | 1997                         |
| AD Valongo          | 1  | 0 | 2022 | –                            |
| Roller Monza        | 0  | 3 | – | 1989, 1992, 1995             |
| AP Follonica Hockey | 0  | 2 | – | 2005, 2006                   |
| AFP Giovinazzo      | 0  | 1 | – | 1980                         |
| AD Sanjoanense      | 0  | 1 | – | 1986                         |
| Amatori Lodi        | 0  | 1 | – | 1994                         |
| CD Paço de Arcos    | 0  | 1 | – | 2000                         |
| Pati Vic            | 0  | 1 | – | 2001                         |
| CP Voltregà         | 0  | 1 | – | 2002                         |
| CP Vilanova         | 0  | 1 | – | 2007                         |
| CP Tenerife         | 0  | 1 | – | 2008                         |
| CH Mataró           | 0  | 1 | – | 2009                         |
| Bassano Hockey 54   | 0  | 1 | – | 2012                         |
| CE Vendrell         | 0  | 1 | – | 2013                         |
| CE Lleida           | 0  | 1 | – | 2021                         |
| GSH Trissino        | 0  | 1 | – | 2022                         |

### Por Países
| País     | Vit. | Der. | Clubes Vencedores                                                                                  | Clubes Vencidos |
| -------- | ---- | ---- | -------------------------------------------------------------------------------------------------- | --- |
| Espanha  | 32   | 18   | FC Barcelona (18), HC Liceo Corunha (6), Igualada HC (5), CE Noia (2), Reus Deportiu (1)           | Reus Deportiu (4), CE Noia (2), HC Liceo Corunha (3), FC Barcelona (2), Pati Vic (1), CP Voltregà (1), CP Vilanova (1), CP Tenerife (1), HC Mataró (1), CE Vendrell (1), CE Lleida (1) |
| Portugal | 10   | 13   | SL Benfica (3), Sporting CP (2), FC Porto (1), OC Barcelos (1), UD Oliveirense (1), AD Valongo (1) | FC Porto (4), Sporting CP (4), OC Barcelos (2), AD Sanjoanense (1), UD Oliveirense (1), CD Paço de Arcos (1)                                                                           |
| Itália   | 0    | 9    | | Roller Monza (3), AP Follonica Hockey (2), AFP Giovinazzo (1), Amatori Lodi (1), Bassano Hockey 54 (1), GSH Trissino (1)                                                               |

## Palmarés
- 18 títulos: FC Barcelona
- 6 títulos: HC Liceo Corunha
- 5 títulos: Igualada HC
- 3 títulos: SL Benfica
- 2 títulos: FC Porto
- 2 títulos: Sporting CP
- 2 títulos: CE Noia
- 1 título: AD Valongo
- 1 título: Reus Deportiu
- 1 título: OC Barcelos
- 1 título: UD Oliveirense
- 1 título: AD Valongo